# Pod Złotym Aniołem
Pod Złotym Aniołem – budynek znajdujący się przy placu Kościuszki w Wieliczce.
Budynek Pod Złotym Aniołem znajduje się na rogu placu Kościuszki i ulicy Juliusza Słowackiego. Obok niego znajdują się Sukiennice Wielickie.
Budynek Pod Złotym Aniołem został wzniesiony około 1835 roku. Celem budowy było założenie hotelu w Wieliczce – hotelu „Pod Złotym Aniołem”. W XIX wieku był to jeden z najważniejszych obiektów w Wieliczce.